# Starý hrad (národní přírodní rezervace)
Starý hrad je národní přírodní rezervace v katastrálních územích obcí Nezbudská Lúčka a Varín v okrese Žilina v Žilinském kraji na Slovensku. Chráněné území bylo vyhlášeno v roce 1967 a jeho rozloha je 85,42 hektaru. Předmětem ochrany jsou přirozená lesní společenstva dubobukového a bukového vegetačního stupně na Malé Fatře, s příměsí jedle a borovice. Území rezervace se rozprostírá na západním úpatí vrchu Plešel (980,8 metru) směrem k řece Váh. Z jihu na rezervaci navazuje národní přírodní rezervace Krivé. Severozápadní cíp rezervace zasahuje do prostoru zříceniny Starého hradu.